# عيدلو
عيدلو هي قرية في مقاطعة مراغة، إيران. عدد سكان هذه القرية هو 22 في سنة 2006.